# 小行星3627
小行星3627（3627 Sayers）是一颗围绕太阳公转的小行星。1973年2月28日，盧波什·科胡特克在汉堡发现了此天体。
这颗小行星的绝对星等为127.0251208243372等。